# Nadowli District
Koordinaten: 10° 21′ N, 2° 28′ W
Der Nadowli District im Nordwesten Ghanas ist ein ehemaliger Distrikt der Upper West Region mit der Hauptstadt Nawodli. Er entstand erst 1988 und wurde 2012 in zwei neue Distrikte, den Nadowli-Kaleo District mit der Distrikthauptstadt Nadowli und den Daffiama Bussie Issa District mit der Distrikthauptstadt Issa, aufgeteilt.

## Bevölkerung
96 % der Bevölkerung des Distriktes gehörten zur Gruppe der Dagaare, etwa 3 % zu den Sisala, 1 % verschiedenen Völkerschaften aus Nord- wie Südghana. 59 % waren Christen, 18 % Muslime und 23 % Anhänger traditioneller Religionen.

## Ortschaften im Distrikt
Der ehemalige  Nadowli Distrikt ist ländlich geprägt, keine Ortschaft – einschließlich der Hauptstadt Nadowli – hatte städtischen Charakter, wobei der Westen des Distriktes dichter besiedelt war als der Osten.